# Gian Luigi Boiardi
Gian Luigi Boiardi (Monticelli d'Ongina, 9 gennaio 1951 – Piacenza, 18 settembre 2018) è stato un politico italiano.

## Biografia
Laureato in giurisprudenza, fu sindaco di Monticelli d'Ongina dal 1997. Deputato alla Camera dei deputati (proclamato a luglio 2004 in sostituzione di Mauro Zani, eletto al Parlamento europeo), si è dimesso a febbraio 2005 per concentrarsi sul ruolo di presidente della Provincia, sostituito a sua volta da Luciano Pettinari.
Fu presidente della Provincia di Piacenza dal 2004 al 2009, eletto nel turno elettorale del 2004 (ballottaggio del 26 e 27 giugno) con il 52% dei voti in rappresentanza di una coalizione di centro-sinistra e battendo la coalizione di centro-destra guidata da Tommaso Foti di Alleanza Nazionale. Fu sostenuto in consiglio provinciale da una maggioranza costituita da DS, Margherita-SDI, PRC, Piacentini Uniti, Pensionati Piacentini e *Italia dei Valori.
Nel 2007 aderisce al neonato Partito Democratico. Alle successive elezioni provinciali del 6 giugno e del 7 giugno 2009 venne sconfitto al primo turno dal candidato del centro-destra Massimo Trespidi.
Morì il 18 settembre 2018 all'età di 67 anni a seguito di un'infezione batterica.